# Villers-Saint-Genest
Villers-Saint-Genest és un municipi francès, situat al departament de l'Oise i a la regió dels Alts de França. L'any 2007 tenia 392 habitants.

## Demografia

### Població
El 2007 la població de fet de Villers-Saint-Genest era de 392 persones. Hi havia 131 famílies de les quals 24 eren unipersonals (8 homes vivint sols i 16 dones vivint soles), 20 parelles sense fills, 83 parelles amb fills i 4 famílies monoparentals amb fills.
La població ha evolucionat segons el següent gràfic:
Habitants censats

### Habitatges
El 2007 hi havia 131 habitatges, 128 eren l'habitatge principal de la família, 1 era una segona residència i 2 estaven desocupats. Tots els 131 habitatges eren cases. Dels 128 habitatges principals, 115 estaven ocupats pels seus propietaris, 12 estaven llogats i ocupats pels llogaters i 2 estaven cedits a títol gratuït; 1 tenia dues cambres, 12 en tenien tres, 40 en tenien quatre i 75 en tenien cinc o més. 115 habitatges disposaven pel capbaix d'una plaça de pàrquing. A 47 habitatges hi havia un automòbil i a 73 n'hi havia dos o més.

### Piràmide de població
La piràmide de població per edats i sexe el 2009 era:
| Homes | Edats   | Dones |
| ----- | ------- | ----- |
| 0     | 95 o +  | 0     |
| 0     | 90 a 94 | 0     |
| 0     | 85 a 89 | 0     |
| 0     | 80 a 84 | 0     |
| 0     | 75 a 79 | 0     |
| 12    | 70 a 74 | 16    |
| 4     | 65 a 69 | 4     |
| 0     | 60 a 64 | 4     |
| 4     | 55 a 59 | 0     |
| 4     | 50 a 54 | 4     |
| 20    | 45 a 49 | 4     |
| 24    | 40 a 44 | 28    |
| 12    | 35 a 39 | 16    |
| 16    | 30 a 34 | 24    |
| 8     | 25 a 29 | 12    |
| 0     | 20 a 24 | 4     |
| 8     | 15 a 19 | 28    |
| 32    | 10 a 14 | 20    |
| 8     | 5 a 9   | 20    |
| 4     | 0 a 4   | 24    |

## Economia
El 2007 la població en edat de treballar era de 259 persones, 211 eren actives i 48 eren inactives. De les 211 persones actives 193 estaven ocupades (104 homes i 89 dones) i 18 estaven aturades (8 homes i 10 dones). De les 48 persones inactives 11 estaven jubilades, 27 estaven estudiant i 10 estaven classificades com a «altres inactius».

### Ingressos
El 2009 a Villers-Saint-Genest hi havia 122 unitats fiscals que integraven 367 persones, la mediana anual d'ingressos fiscals per persona era de 22.366 €.

### Activitats econòmiques
Dels 7 establiments que hi havia el 2007, 1 era d'una empresa de fabricació d'altres productes industrials, 2 d'empreses de construcció, 2 d'empreses de transport i 2 d'empreses d'hostatgeria i restauració.
Dels 3 establiments de servei als particulars que hi havia el 2009, 1 era un paleta, 1 lampisteria i 1 restaurant.
L'any 2000 a Villers-Saint-Genest hi havia 6 explotacions agrícoles.

## Equipaments sanitaris i escolars
El 2009 hi havia una escola elemental integrada dins d'un grup escolar amb les comunes properes formant una escola dispersa.

## Poblacions més properes
El següent diagrama mostra les poblacions més properes.